# Boris Nikolski
Boris Wasiljewicz Nikolski (ros. Борис Васильевич Никольский, ur. 1 maja 1937 w Moskwie, zm. 18 grudnia 2007 tamże) – radziecki i rosyjski polityk.
W 1959 ukończył Moskiewski Instytut Mechanizacji i Elektryfikacji Gospodarki Rolnej, 1959-1968 pracował w fabryce maszyn Wszechzwiązkowego Instytutu Mechanizacji Gospodarki Rolnej, od 1963 należał do KPZR. Od 1968 funkcjonariusz partyjny, 1976-1981 zastępca przewodniczącego Komitetu Wykonawczego Moskiewskiej Rady Miejskiej, 1981-1983 sekretarz Moskiewskiego Komitetu Miejskiego KPZR, od 1983 do 17 czerwca 1989 II sekretarz KC Komunistycznej Partii Gruzji. Od 6 marca 1986 do 2 lipca 1990 zastępca członka KC KPZR, 1989-1991 I zastępca przewodniczącego Moskiewskiej Miejskiej Komisji Planowania Moskiewskiego Miejskiego Komitetu Wykonawczego, 1991-1992 I zastępca przewodniczącego Moskiewskiego Komitetu Budowlanego (Mosstrojkomitetu), kierownik kompleksu miejskiej infrastruktury w Moskwie. W latach 1992–2002 I zastępca przewodniczącego władz miasta Moskwy - kierownik kompleksu gospodarki miejskiej, 2002-2003 członek Rady Federacji Zgromadzenia Federalnego Federacji Rosyjskiej. Odznaczony Orderem „Za zasługi dla Ojczyzny” III klasy i pięcioma innymi orderami, a poza tym medalami.